# Mozăceni
Mozăceni – wieś w Rumunii, w okręgu Ardżesz, w gminie Mozăceni. W 2011 roku liczyła 1362 mieszkańców.